# Cangur arborícola de Bennett
El cangur arborícola de Bennett és una espècie gran de cangur arborícola. Els mascles poden pesar entre 11,5 i 14 kg, mentre que les femelles varien entre 8 i 10,6 kg. Són molt àgils i són capaços de saltar nou metres d'una branca a una altra i s'han observat casos en què han saltat fins a 18 metres fins a terra sense prendre mal.